# Israa Abdel Fattah
Israa Abdel Fattah (in arabo إسراء عبد الفتاح‎?; Banha, 1978) è un'attivista, politica e blogger egiziana chiamata anche la Ragazza Facebook dalla stampa straniera, co-fondatrice nel 2008 in Egitto del Movimento 6 aprile, un gruppo creato per sostenere i lavoratori di El-Mahalla El-Kubra, una città industriale, che stavano progettando di scioperare il 6 aprile. Questo gruppo divenne gradualmente un movimento politico popolare. È stata  una delle attiviste di spicco durante la rivoluzione egiziana del 2011 contro il regime trentennale di Hosni Mubarak  e contro il successivo governo di Mohamed Morsi.
Dall'ottobre 2019 è detenuta senza processo con l'accusa di terrorismo. Nel luglio 2021 ha ricevuto un "Courage Tribute Award" dal Movimento Mondiale per la Democrazia. È stata rilasciata dal carcere il 17 luglio 2021.

## Biografia
Fattah, nata a Banha nel 1978,  lavorava come impiegata nel settore delle risorse umane quando ha deciso di diventare politicamente attiva nel 2005 e di affrontare la corruzione nel paese. Ha lavorato nella campagna del partito El-Ghad il cui leader, Ayman Nour, si candidò contro il presidente Hosni Mubarak alle elezioni di quell'anno. Perse le elezioni e venne successivamente arrestato e condannato a tre anni di carcere dopo un processo politico. 

### Arresto nel 2008
Nel 2008 ha deciso di lanciare un appello su Facebook per sostenere lo sciopero dei lavoratori a Mahalla. Ha ricevuto migliaia di risposte e nello stesso anno ha fondato il movimento del 6 aprile con Ahmed Maher e altri. Il giorno dello sciopero, il 6 aprile 2008, è stata arrestata mentre era seduta in un bar con gli amici. Sui social media, in centinaia hanno postato la sua foto sui propri profili in segno di protesta. Quando la notizia è stata ripresa a livello internazionale, è stata soprannominata "Facebook Girl" dai media stranieri. Rilasciata due settimane dopo, ha dichiarato brevemente che avrebbe rinunciato all'attivismo politico.

### Le proteste del 2011 contro Mubarak
Nei primi anni è effettivamente scomparsa dalla scena politica, ma dal primo giorno della rivoluzione egiziana, il 25 gennaio 2011, è tornata e ha commentato le proteste su Al Jazeera. È stata vista come una delle attiviste di spicco durante queste proteste. 
Dopo la caduta di  Hosni Mubarak, è riuscita ad ottenere un proprio dossier segreto, dal quale risultava che le autorità l'avevano seguita da vicino, intercettando le sue conversazioni telefoniche e intercettando le e-mail del suo account Gmail. Il file includeva le conversazioni avute con il suo ex marito sull'imminente divorzio e un elenco completo delle aziende a cui si era rivolta. "La sensazione di violazione era indescrivibile", ha detto.
Nel 2011 è stata nominata tra le concorrenti al Premio Nobel per la pace, per aver dato un carattere non violento delle proteste. Nell'ottobre 2011 è stata nominata "Woman of the Year" dalla rivista Glamour.
Due anni dopo, si unì alle proteste di successo contro il regime del successore di Mubarak, Mohamed Morsi. È stata una dei partecipanti al documentario di Fredrik Stanton Uspiring del 2012.

### Detenzione sotto il regime di al-Sisi
Abdel Fattah ha lavorato come reporter e coordinatore dei social media per il sito di notizie Tahrir News, bandito dal regime di Abdel Fattah al-Sisi. Il 13 ottobre 2019 agenti in borghese hanno arrestato Abdel Fattah, presumibilmente l'hanno torturata e lei è stata tenuta in custodia cautelare. Nell'agosto 2020, mentre era sempre in carcere, è stata accusata di nuovi crimini: appartenenza a un'organizzazione terroristica, diffusione di notizie false e commissione di crimini terroristici. Nel luglio 2021 ha ricevuto un Courage Tribute Award dal Movimento Mondiale per la Democrazia. È stata rilasciata il 17 luglio 2021 insieme a una serie di altri importanti giornalisti e figure dell'opposizione, pochi giorni dopo che i funzionari statunitensi avevano espresso nuove preoccupazioni dopo che un altro importante attivista era stato incriminato in Egitto.